# Mickael Mawem

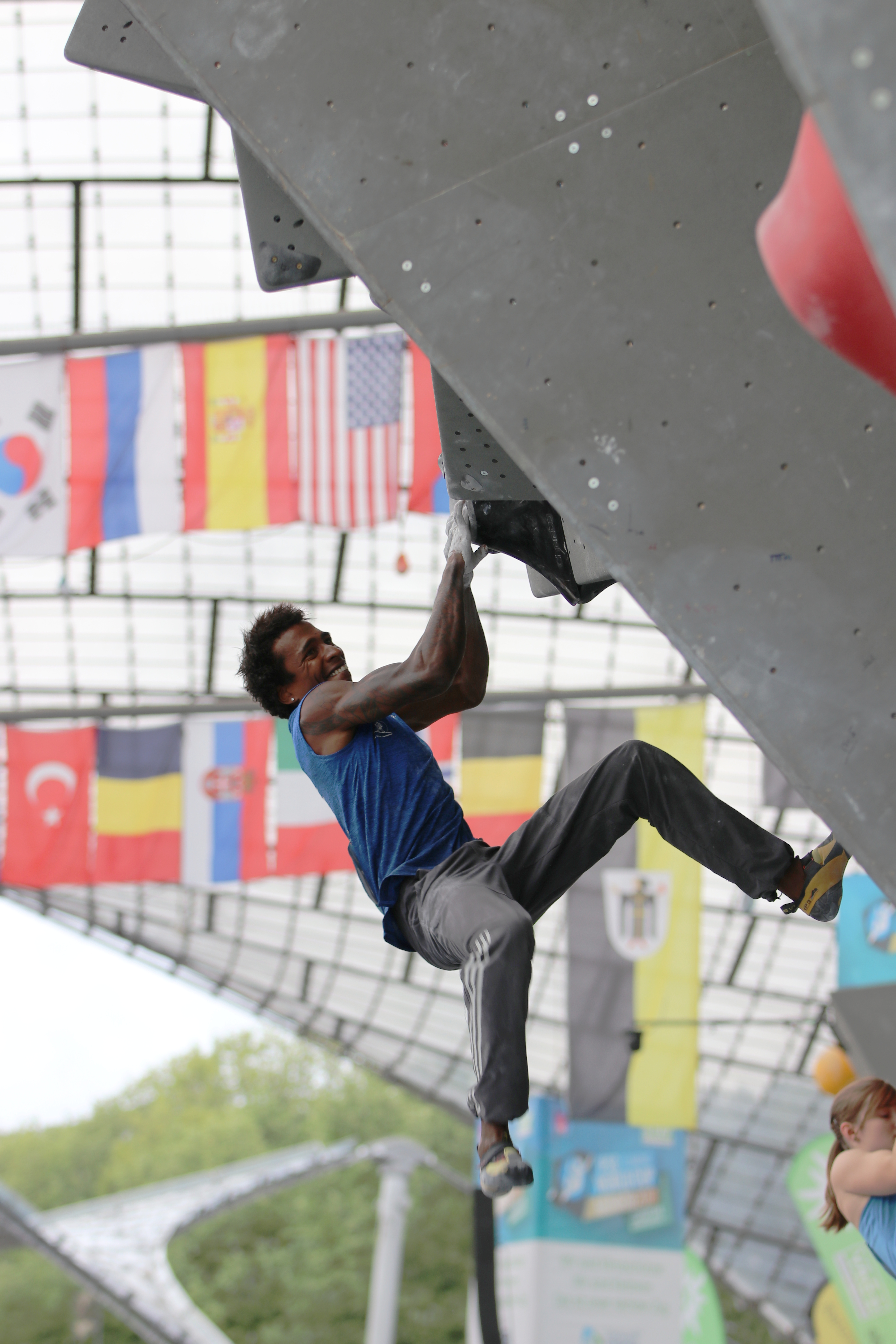
Puchar Świata 2017 Monachium. Mickael Mawem na ścianie w trakcie wspinaczki w boulderingu (mały okap).

Mickael Mawem (ur. 3 sierpnia 1990 w Nîmes) – francuski wspinacz sportowy. Specjalizuje się w boulderingu oraz we wspinaczce łącznej. Mistrz Europy z Zakopanego z 2019 roku

## Kariera sportowa
Uczestnik World Games we Wrocławiu w 2017, gdzie zajął czwarte miejsce w boulderingu.
W 2019 w Hachiōji zajął 7 miejsce  we wspinaczce łącznej, które zapewniło bezpośrednie kwalifikacje na IO 2020 w Tokio we wspinaczce sportowej.
Mickael Mawem ma starszego brata Bassa Mawem, który również jest wspinaczem sportowym, który również uzyskał kwalifikacje na igrzyska olimpijskie w Tokio.

## Osiągnięcia

### Mistrzostwa świata
| Konkurencje        | 2016 | 2018  | 2019 |
| Bouldering         | 4    | 11    | 23   |
| Prowadzenie        | —    | 55-56 | 50   |
| Wspinaczka na czas | —    | 24    | 21   |
| Wspinaczka łączna  | —    | 7     | 7    |

### Mistrzostwa Europy
| Konkurencje | 2015 | 2017 | 2019 |
| Bouldering  | 12   | 17   | 1    |

### World Games
| Konkurencje | 2017 |
| Bouldering  | 4    |

### Rock Master
| Konkurencje | 2018 |
| Bouldering  | 5    |